# Wtorek Wielkanocny
Wtorek Wielkanocny – w liturgii katolickiej dzień w oktawie wielkanocnej, dla mariawitów i części tradycjonalistów katolickich trzeci dzień Świąt Zmartwychwstania Pańskiego.
Dawniej obchodzono go podobnie jak Poniedziałek Wielkanocny. W tym dniu zgodnie z tradycją dziewczynki polewały wodą chłopców. Po raz ostatni świętowano go powszechnie w 1924 r.
Obecnie nie jest w Polsce dniem wolnym od pracy, natomiast jest takowym w australijskim stanie Tasmania oraz na Cyprze. Mimo że nie jest to dzień wolny od pracy w Polsce, w większości szkół i uczelni jest to dzień wolny od nauki.
Wtorek Wielkanocny był świętem nakazanym zamieszczonym na liście w konstytucji papieża Urbana VIII „Universa” z 1642.
Na terenie gminy Grabów, w powiecie łęczyckim, obchodzony jako Święto Palanta.
Wtorek Wielkanocny może wypaść w okresie od 24 marca do 27 kwietnia.